# Parallelia diplocyma
Parallelia diplocyma là một loài bướm đêm trong họ Erebidae.